# Billati Balo
Billati Balo (Bilati Bala), ros. Биллати Бало (Билати Бала) (ur. w kwietniu 1900 r., zm. w listopadzie 1971 r. w USA) – północnokaukaski działacz emigracyjny, członek Północnokaukaskiego Komitetu Narodowego podczas II wojny światowej.

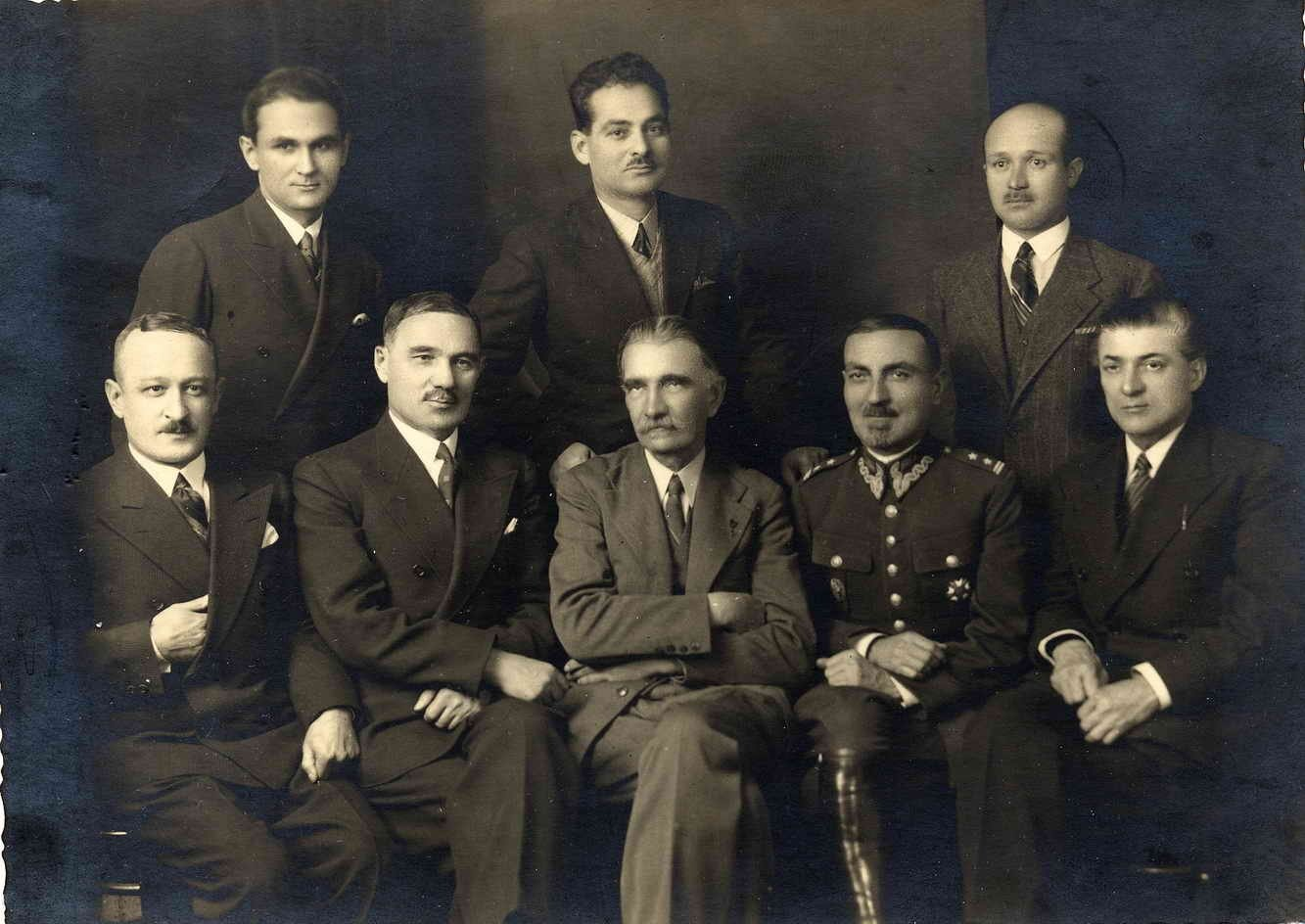
Billati Balo (stojący po lewej) wśród członków Ludowej Partii Górali Kaukaskich. Warszawa, 1933

Był Osetyjczykiem z pochodzenia. W 1920 r., w wyniku wygrania przez bolszewików wojny domowej w Rosji, zamieszkał w Turcji. W latach 30. przeniósł się do Polski. Współpracował z tureckim i polskim wywiadem. Celem jego działalności emigracyjnej była walka z Sowietami o wolność dla Osetii. Opowiadał się za współpracą z innymi narodami Północnego Kaukazu. Wszedł jako sekretarz do Prezydium Rady Ligi Prometejskiej. Od 1938 r. był redaktorem naczelnym pisma "Призыв", wychodzącego w Warszawie w języku tureckim i rosyjskim. Nawiązał kontakty ze służbami specjalnymi III Rzeszy. Po zajęciu Polski przez wojska niemieckie jesienią 1939 r., wyjechał do Berlina, gdzie od 1942 r. działał w składzie Północnokaukaskiego Komitetu Narodowego. Po zakończeniu wojny wyemigrował do jednego z krajów Ameryki Południowej. Ostatecznie zamieszkał w USA, gdzie współpracował z CIA.